# Dick Franks
Sir Dick Franks, Arthur Franks (ur. 1920 zm. 12 października 2008) – oficer brytyjskich służb specjalnych, od 1979 do 1982 dyrektor generalny MI6.
W czasie II wojny światowej służył w Kierownictwie Operacji Specjalnych (SOE). Przed objęciem stanowiska szefa jako oficer MI6 pełnił służbę w Iranie i Berlinie.